# Data Display Debugger
Data Display Debugger (GNU DDD) は、GDB、DBX、JDB、HP Wildebeest Debugger、XDB、Perlデバッガ、Bashデバッガ、Pythonデバッガ、GNU Makeデバッガなどのコマンドラインデバッガ用のグラフィカルユーザインタフェースである。Motifツールキットを使用している。DDDはGNUプロジェクトの一部であり、GNU General Public Licenseでライセンスされ、自由ソフトウェアとして配布されている。

## 技術詳細
DDDには、ソーステキストの表示や、データ構造がグラフとして表示されるインタラクティブなグラフィカルデータ表示などのGUIフロントエンド機能がある。
DDDは主にUnix系システムで使用され、その有用性は、DDDで使用できる多くのオープンソースプラグインによって補完されている。